# Marie-Thérèse de Liechtenstein (1694-1772)
Titre
Comtesse de Soissons
24 octobre 1713 – 28 décembre 1729
(16 ans, 2 mois et 4 jours)
Marie-Thérèse de Liechtenstein (11 mai 1694 - 20 février 1772) est l'héritière du duché d'Opava. Comtesse de Soissons par mariage, elle est la dernière femme à porter le titre. Elle a un fils qui la précède dans la tombe en 1734. Il est fiancé à Marie-Thérèse Cybo-Malaspina, duchesse de Massa et princesse de Carrare. 

## Biographie
Son père est le prince Jean-Adam Ier de Liechtenstein - qui avait acheté les comtés de Vaduz et Schellenberg, qui forment maintenant l'État moderne du Liechtenstein. Sa mère, Edmunda Maria Theresia de Dietrichstein était l'arrière-petite-fille d'Adam von Dietrichstein (1527-1590), Hofmeister à la cour de l'empereur Rodolphe II, et est enterrée dans la cathédrale Saint-Guy de Prague. Elle est une descendante de George Hartmann III de Liechtenstein qui est devenu luthérien vers 1540, tandis que son arrière-grand-père, Charles Ier, a trouvé plus sage de redevenir catholique en 1599. 
Le père de Marie-Thérèse meurt en 1712, après ses deux frères. 
À Vienne, le 24 octobre 1713, Maria-Thérèse épouse Emmanuel-Thomas de Savoie-Carignan (1687-1729), comte de Soissons et gouverneur d'Anvers, deuxième fils de Louis-Thomas de Savoie-Carignan et de son épouse Uranie de La Cropte de Beauvais. Ils ont un fils en 1714, Eugène-Jean-François. 
Par ce mariage, elle est également devenue princesse de Savoie, son mari étant un descendant des princes de Carignan. La maison de Carignan a développé deux branches cadettes, celle de Soissons et celle Villafranca. 
Après la mort de son mari à Vienne le 28 décembre 1729, Marie-Thérèse fait du château de Škvorec sa résidence principale. 
Le 20 février 1772, Marie-Thérèse décède à Vienne. 
Son fils, Eugène-Jean-François, comte de Soissons (23 septembre 1714 - 24 novembre 1734) étant mort à seulement 20 ans, sa succession passa donc à François-Joseph Ier de Liechtenstein. Le titre de comte de Soissons a disparu avec la mort de son jeune fils et est retourné à la couronne française.

## Descendance
- Eugène-Jean-François de Savoie-Carignan (23 septembre 1714 - 24 novembre 1734), épouse Marie-Thérès Cybo de Malaspina par procuration, mais meurt 13 jours après la cérémonie.